# Енлил
Енлил касније познат као Елил, древни је месопотамијски Бог повезан са ветром, ваздухом, земљом и олујама у месопотамској митологији. Прво се појављује као врховни бог Сумерски пантеон. Он је претходник и узор каснијих божанстава различитих древних оријенталних народа. Акада, Вавилонца, Асираца и Хурита. Енлилов култни центар налазио се у Нипуру.

## Етимологија
Енлилово име потиче од древног сумерског језика (ЕН 𒂗) и значи „господар“ и ЛИЛ (𒆤), чије је значење контроверзно и које се понекад тумачило као ветар и као временски феномен (што Енлила чини богом времена и неба). „Лорд Винд“ или „Лорд Сторм“) или алтернативно као знак духа или фантома чије се присуство може осетити кретањем ваздуха или можда као приказ делимичне семитске речи позајмице уместо сумерске речи. Енлилово име није генитивна конструкција, што сугерише да је Енлил виђен као персонификација ЛИЛ, а не само као узрок ЛИЛ.
Пјотр Стејнкелер је написао да значење ЛИЛ можда заправо и није траг за одређени Енлилов божански домен, било олује, духови или нешто друго, јер је можда Енлил био „типични универзални бог без икаквог одређеног домена.

## Божанство
Енлил је био бог заштитник сумерског града Нипур и његово главно средиште обожавања био је храм Екур који се тамо налазио. Име храма дословно значи „Планинска кућа“ на древном сумерском језику. Сматрало се да је Екур изградио и успоставио сам Енлил. Сматрало се да је то „конопац за привез“ неба и земље, што значи да се на њега гледало као на „канал комуникације између земље и неба“. Химна написана током владавине Ур-Наму, оснивача треће династије Ур, врло детаљно описује Екур, наводећи да су његове капије исклесане сценама Имдугуда, мањег божанства које се понекад приказује као џиновска птица, убијајући лава и орла који је уграбио грешника. Његов култ је пропао након што су Нипур опљачкали Еламити 1230. п. н. е., а на крају га је заменио вавилонски бог Мардук на месту врховног месопотамског бога. Вавилонски бог Бел је синкретички бог Енлила, Мардука и пастирског бога Думузида.
Енлил игра виталну улогу у сумерском миту о стварању; он одваја Ан (небо) од Ки (земљa), чинећи свет тако настањивим за људе. У сумерском миту о потопу, Енлил награђује бесмртношћу Зиусудру јер је преживео поплаву, а у вавилонском миту о потопу Енлил је и сам узрок потопа, пославши потоп да истреби људску расу, која је стварала превише буке и спречавала њега од спавања. Мит о Енлилу и Нинлилу говори о Енлиловом серијском завођењу богиње Нинлил у разним облицима, што је резултирало концепцијом бога месеца Нане и божанстава подземног света Нергала, Ниназуа и Енбилулуа. Енлил је сматран проналазачем матичњака и заштитником пољопривреде. Енлил такође има истакнуто место у неколико митова који укључују његовог сина Нинурту, укључујући Анзу и Плочу судбина и Лугале.

## Иконографијиа
У месопотамској иконографији Енлил није приказан антропоморфно, већ је означен симболом капе рогате круне, који се састојао од седам парова пресавијених бикових рогова. Такве круне су важан симбол божанстава која су у њима приказана отприлике од 3. века. п. н. е. Облик и значење капе рогате круне остали су непромењени од раног периода сумерске праисторије до времена персијског освајања и даље.
Сумерани су имали систем нумерологије, где су одређени бројеви, према народном веровању, носили одређено свето значење. Према овом систему, Енлил је имао број. Енлил се поред Ануа и Енкиа сматрао делом тријаде богова. Сва три ова божанства персонификовала су фиксне звезде на ноћном небу: Ану је означаво Небески екватор, Енлил северно небо, а Енки јужно. Енлил је био повезан са Волар сазвежђем.